# جون إل. هال جونيور
جون إل. هال جونيور (بالإنجليزية: John L. Hall, Jr.)‏ هو ضابط أمريكي، ولد في 11 أبريل 1891 في ويليامزبرغ في الولايات المتحدة، وتوفي في 6 مارس 1978 في سكوتسديل في الولايات المتحدة.